# Antroponymie
Antroponymie is de studie naar de oorsprong van de voor- en achternamen van mensen. Het is een onderdeel van de onomastiek, de studie van eigennamen waar ook de toponymie behoort, een studie die naar de oorsprong van plaatsnamen kijkt.
Tot de antroponymie behoren twee verschillende deelgebieden: voornamen en familienamen. In hun oorsprong zijn beide evenwel niet echt van elkaar te scheiden: de voornamen zijn in veel gevallen zelf de basis (geweest) van de familienamen. De (aparte) specialiteit Familienaamkunde is een veel jongere discipline binnen de antroponymie. 
familienaam · voornaam · antroponymie